# Serrodes
Serrodes é um gênero de traça pertencente à família Arctiidae.